# Kayes, Kongo-Brazzaville
Kayes är en ort i Kongo-Brazzaville, huvudort i distriktet med samma namn. Den ligger i departementet Bouenza, i den sydvästra delen av landet, 220 km väster om huvudstaden Brazzaville.